# Paul Claudel
Paul Claudel (6. srpna 1868 Villeneuve-sur-Fère – 23. února 1955 Paříž) byl francouzský básník, dramatik a diplomat. Vychází z tradic symbolismu. Věci mu nejsou jen objekty poznání (connaissance), ale i pohnutkami spoluzrození (co-naissance). Postavy v jeho hrách jsou symbolem či alegorií. V jeho hrách se často odehrává křesťanský zápas o duši a o tělo. Od roku 1893 byl diplomatem v Bostonu, Šanghaji, Pekingu, ale také v Praze (v letech 1909 až 1910). Byl bratrem sochařky Camille Claudelové, milenky Augusta Rodina.

## Dílo
- Zvěstování Panně Marii (L'Annonce faite à Marie, 1912)
  - 6. února 1914 premiéra v Národním divadle v Praze, překlad: Miloš Marten, výprava: Karel Štapfer, režie: Jaroslav Kvapil, hráli: Anne Vercors : Florentin Steinsberg, Alžběta: Marie Hübnerová, Violéna: Eva Vrchlická, Mara: Leopolda Dostalová, Petr z Kraonu: Jiří Steimar, Jakub Hury : Rudolf Deyl, Petrův tovaryš: Karel Mušek, Starosta z Chevoche: Karel Kolár, Dělník : Karel Váňa, Jiný dělník : Eugen Viesner, Žena : Anna Suchánková, Jiná žena : Růžena Pohorská[2]
  - rozhlasová dramatizace: 1994 Český rozhlas Brno, překlad Jiří Konůpek, rozhlasová úprava Václav Cejpek, dramaturgie Svatava Růžičková, hudba Zdeněk Pololáník, režie Zdeněk Kaloč, hráli: Anne Vercors (František Derfler), Jakub Hury (Jiří Dvořák), Petr z Craonu (Igor Bareš), Matka (Ivana Valešová), Violena (Zuzana Slavíková), Mara (Magda Kirchnerová), Starosta (Jaroslav Dufek), Tovaryš (Jan Grygar), Dělník (Zdeněk Dvořák), Žena (Jana Hlaváčková) a další.